# Église Notre-Dame-de-l'Assomption de Montiéramey
L'église Notre-Dame-de-l'Assomption est une église située à Montiéramey, en France.

## Description
L'église de Montiéramey comporte trois grandes étapes de construction :
- La partie la plus ancienne de l'église actuelle est la nef qui date du XIIe siècle (art roman) ;
- Le chœur et le transept ont été reconstruits au milieu du XVIe siècle (gothique flamboyant). Bien que de construction plus récente, cette partie de l'église reste le point fragile de l'édifice (nombreuses restaurations) ;
- En 1870 on remplaça la tour du clocher (initialement sur un côté), dans le prolongement de la nef centrale, devant le grand portail.

### Mobilier
Elle possède un riche mobilier dont une série de tableaux :
- Christ et les êtres créés[2],
- Christ et les élus[2], deux œuvres d'un prisonnier incarcéré à Troyes au XIXe siècle.
- Une Assomption[3], œuvre de Jean Nicot
- Un Nicolas sauvant les enfants[4],

Une série de sculptures :
- Une éducation de Marie[5] en calcaire polychrome, réalisée entre 1520 et 1530.
- Une déploration de Marie[6] en calcaire polychrome du XVIe siècle.

Des vitraux du XVIe siècle :
- La baie 1 représentant la Vierge, Christ en croix, sainte Madeleine[7],
- la baie 2 avec une Présentation de la Marie au Temple, l'Assomption[8],
- la baie 3 avec des parties d'un Arbre de Jessé[9],
- la baie 4 ayant des donateurs et un saint Pierre[10].

Une cuve baptismale du XIIe siècle sur un pied plus moderne.

### Galerie d'images

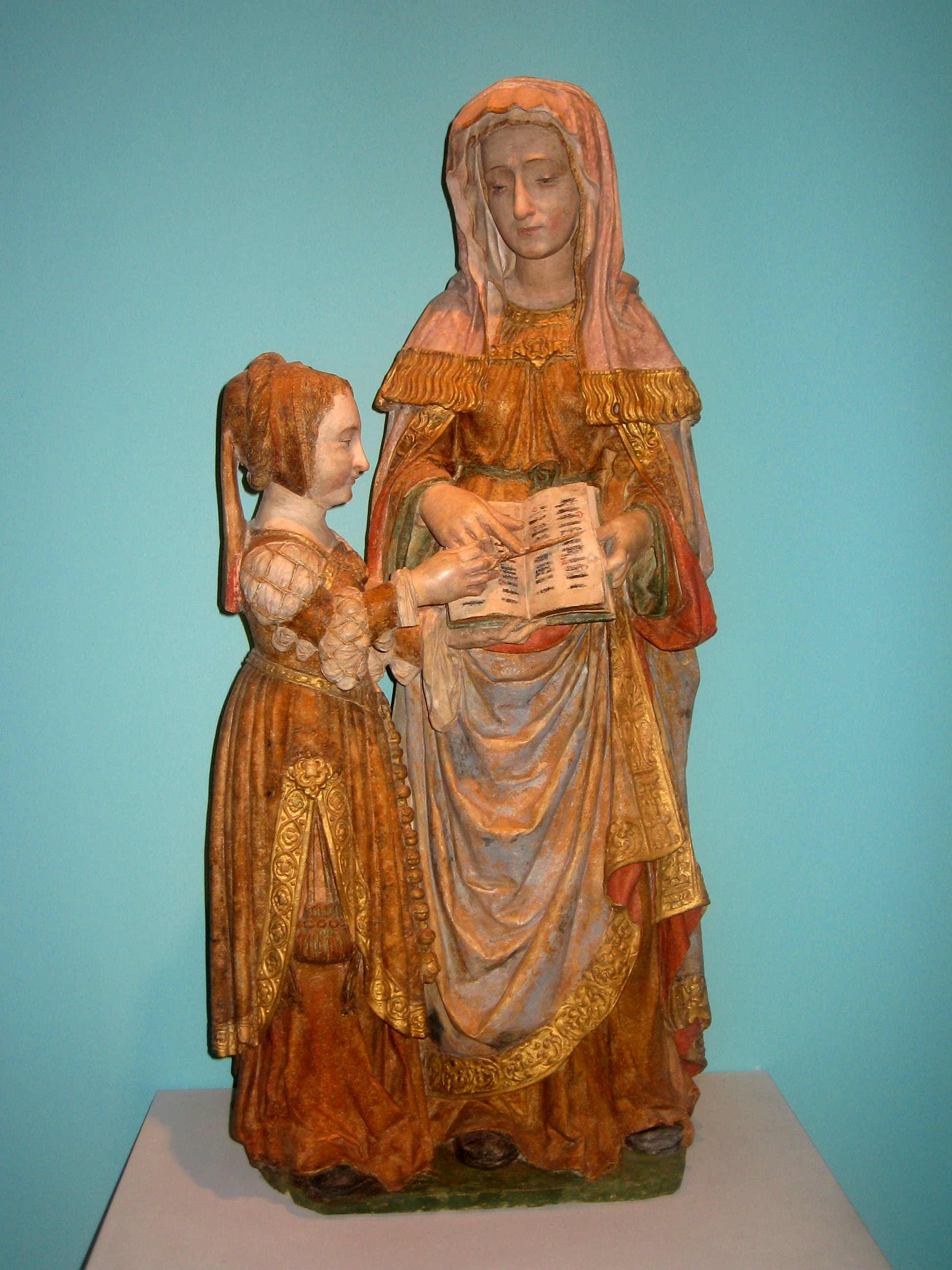
Éducation de Marie,
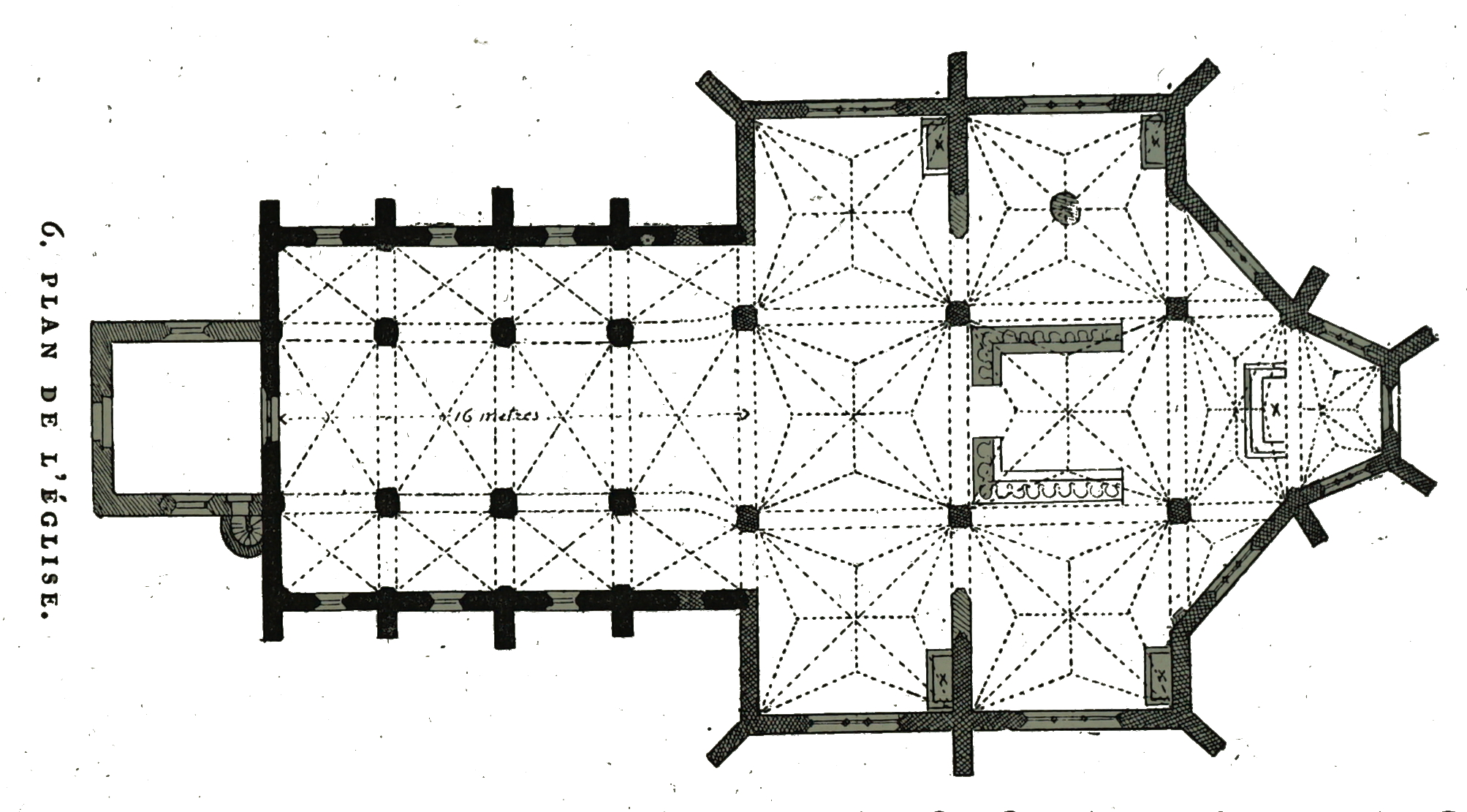
plan par Fichot,
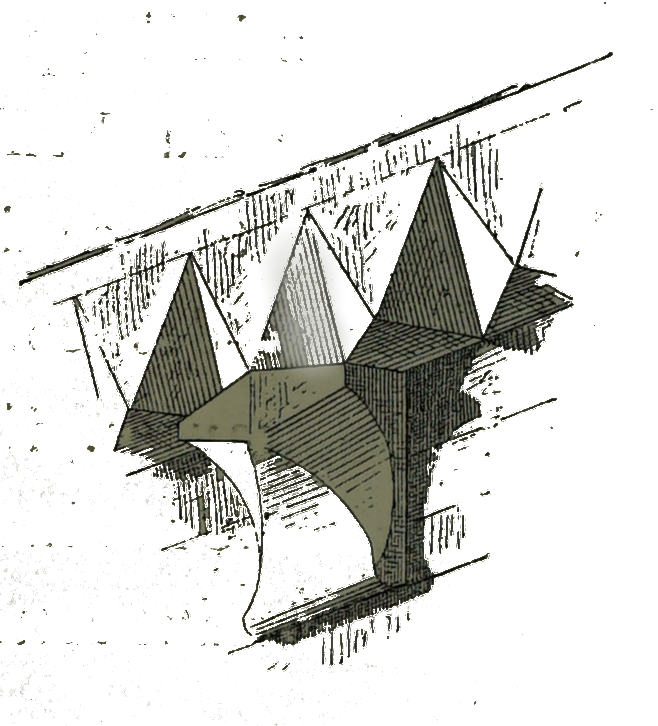
modillons,
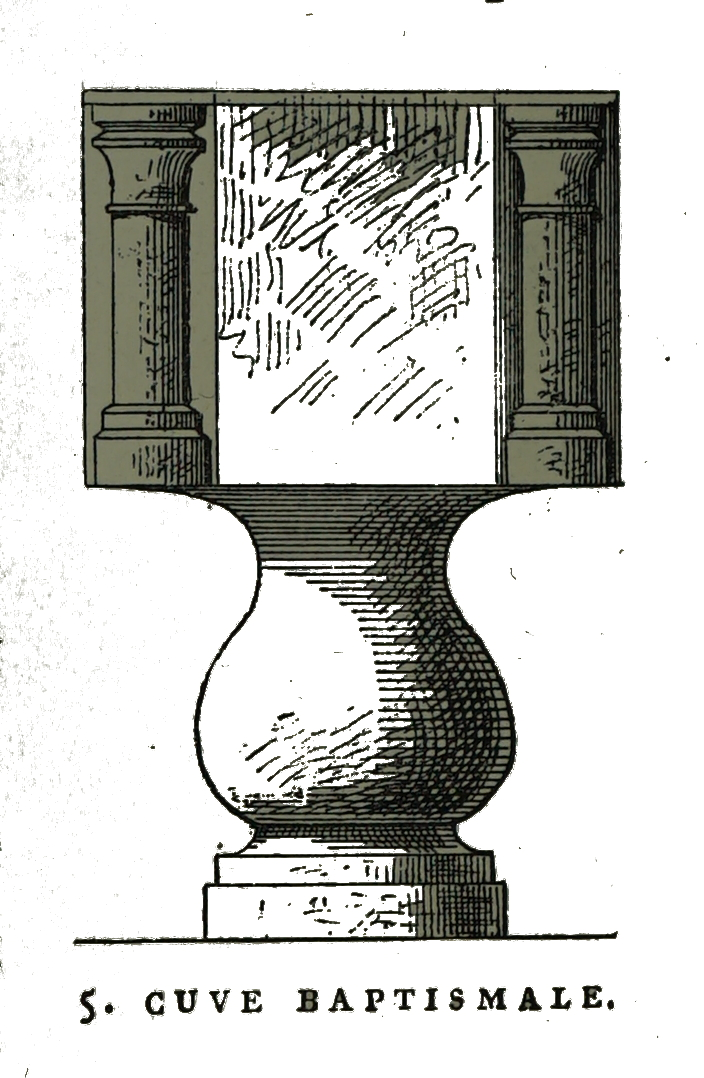
fonts baptismaux,
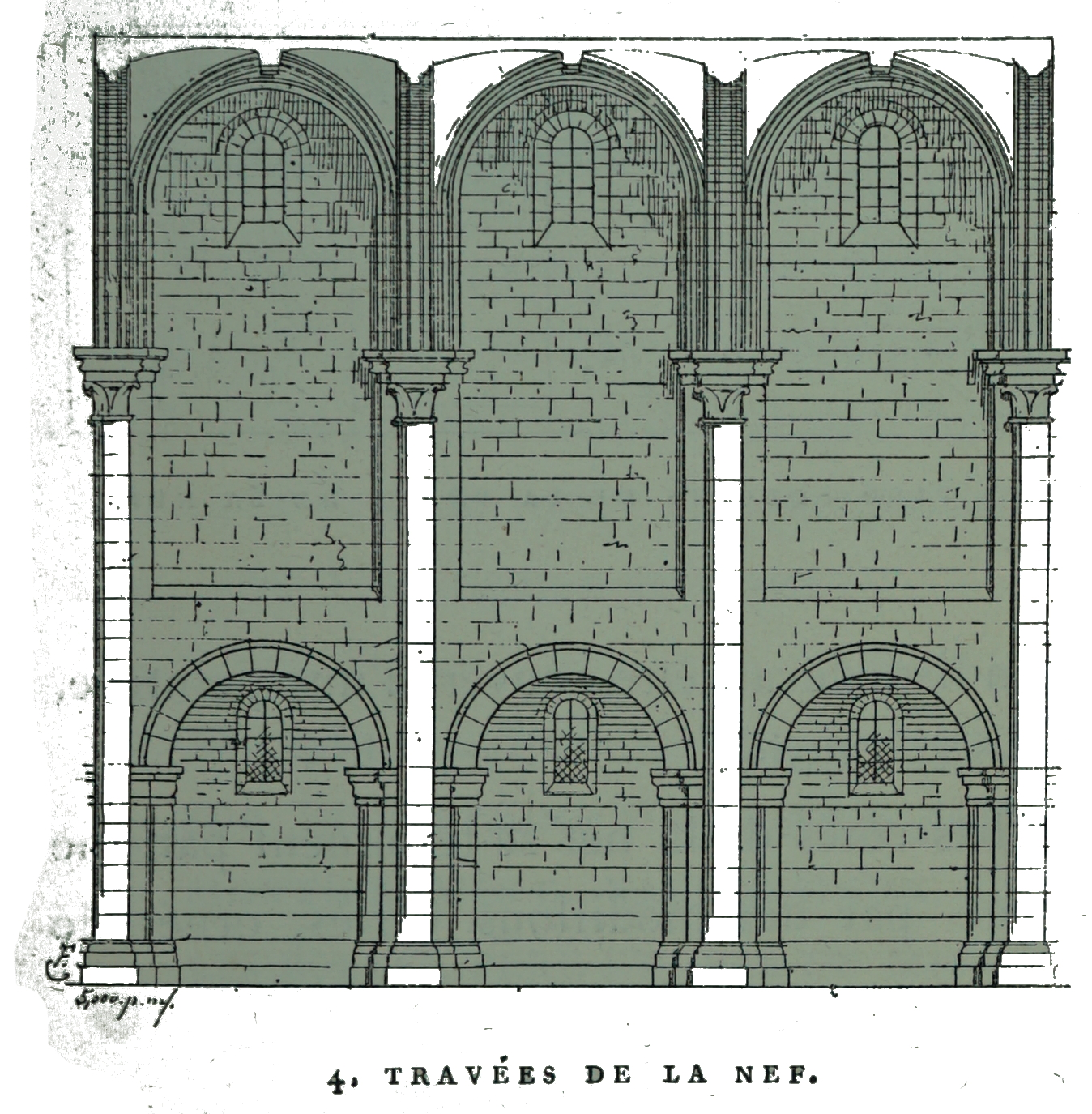
mur de la nef,
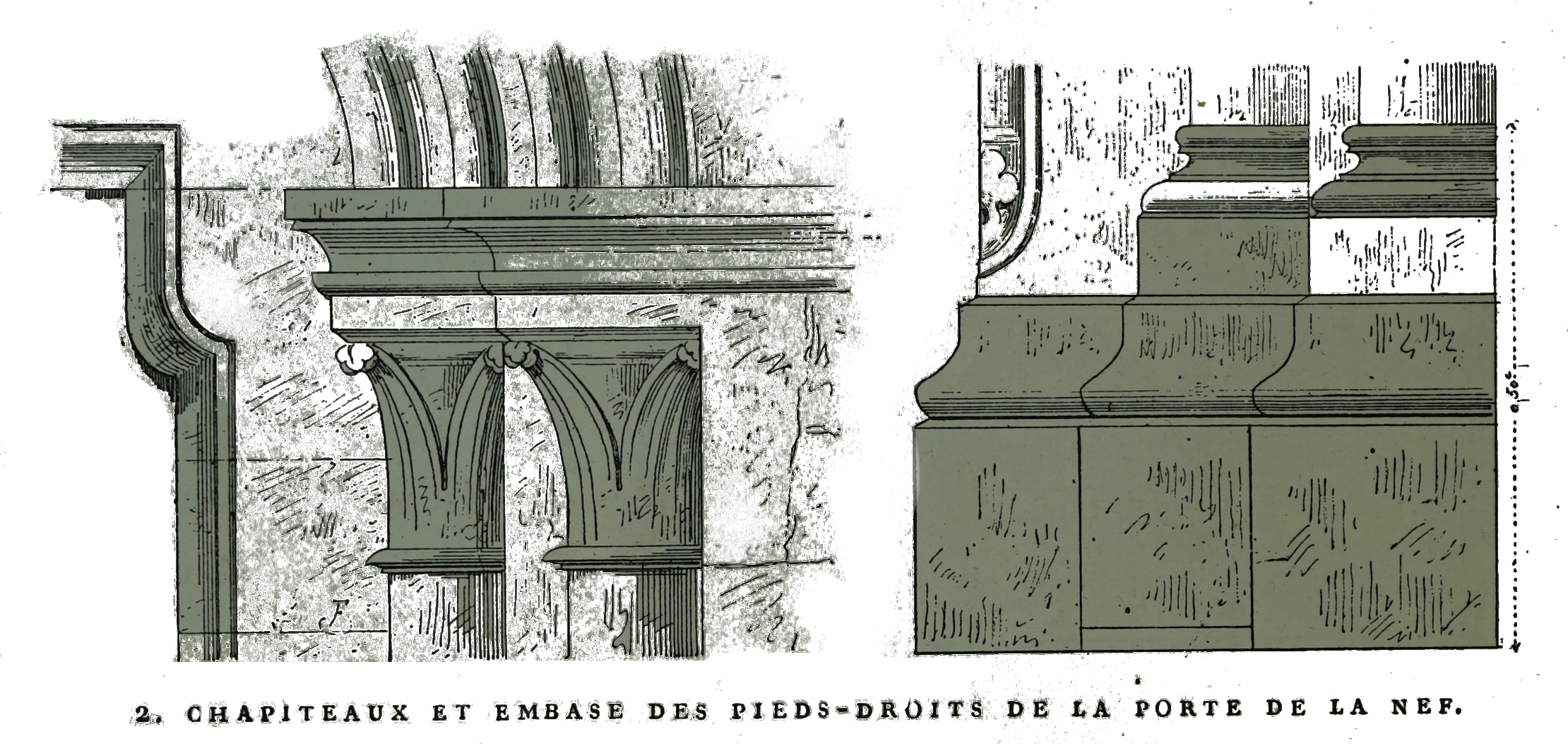
détail d'embase.

## Localisation
L'église est située sur la commune de Montiéramey, dans le département français de l'Aube.

## Historique
L'édifice est classé au titre des monuments historiques en 1840.